# Julius Maada Bio
Julius Maada Bio  (Tihun, 12 de mayo de 1964) es un exmilitar y político sierraleonés, actual presidente de Sierra Leona desde el 4 de abril de 2018. Fue también presidente provisional desde enero hasta abril de 1996, cuyo gobierno provisional tuvo que mantener la estabilidad del régimen y llamar a elecciones.

## Inicios
Julius Maada Wonie Bio nació el 12 de mayo de 1964 en Tihun, un pueblo en el Sogbini Chiefdom, Bonthe District en la provincia del sureste de Sierra Leona. Bio nació tres años después de que el país lograra su independencia durante la administración del primer ministro Sir Albert Margai del partido del pueblo de Sierra Leona. Bio es el hijo 33 de 35 del jefe supremio del pueblo Sherbro, Charlie Bio II de Sogbini Chiefdom. Su padre tuvo 9 esposas, siendo este llamado así en honoro de su abuelo paterno Julius Maada Wonie Bio, quien también había ejercido como jefe supremo. Bio pertenece étnicamente al grupo Sherbro, siendo además un practicante de la religión católica.

## Carrera militar
Después de graduarse de la escuela secundaria, Bio solicitó la admisión en Fourah Bay College en Freetown en 1985 a los 21 años. Sin embargo, Bio finalmente se inscribió en la academia militar de las Fuerzas Armadas de la República de Sierra Leona en Benguema, en las afueras de la ciudad capital de Freetown. Se formó como oficial cadete bajo el mando del mayor Fallah Sewa, jefe de formación de cadetes en la academia militar.

## Golpe de Estado y gobierno provisional de 1996
El día 16 de enero de 1996 los militares se alzan contra el desorganizado gobierno militar de Valentine Strasser, derrocándolo. En ese momento, el líder de los militares, Julius Maada Bio asume el poder provisional de la república gracias a su partido Congreso del Pueblo.  Durante el corto lapsus de su gobierno se enfrentó, al igual que el gobierno anterior, a movimientos armados de las guerrillas por todo el país, poniendo en riesgo las elecciones. Aun con el clima de violencia que había en el país, las elecciones pudieron llevarse a cabo.
En abril de 1996 el presidente Bio llama a elecciones libres, las segundas en la historia independiente de Sierra Leona, de las que resulta ganador Ahmad Tejan Kabbah.

## Presidente de gobierno
En 2012 se presentó a las elecciones presidenciales, obteniendo sólo el 37,4% de los votos, siendo derrotado por el presidente Ernest Bai Koroma que ganó sin necesidad de segunda vuelta.
Julius Maada Bio fue elegido presidente de Sierra Leona en una segunda vuelta electoral celebrada el 31 de marzo de 2018. Obtuvo el 51,8 % de los votos, según los resultados oficiales de la Comisión Electoral Nacional de Sierra Leona. Sucedió a Ernest Bai Koroma del APC, quien había sido presidente desde 2007, y quien tuvo que renunciar a su cargo al alcanzar el límite constitucional del mandato.
En su primer mes en el cargo, Bio se convirtió en el primer presidente de Sierra Leona en introducir la educación gratuita a través de una orden ejecutiva para estudiantes de primaria y secundaria en las escuelas públicas de Sierra Leona, a partir del próximo año escolar en el otoño de 2018. Bio también eliminó la aplicación tarifas para estudiantes en universidades públicas administradas por el gobierno en Sierra Leona. Bio canceló un acuerdo de préstamo de cuatrocientos millones de dólares financiado por China con el anterior presidente de Sierra Leona, Ernest Bai Koroma, para construir un nuevo aeropuerto internacional en Sierra Leona. En sus primeros dos meses en el cargo, Bio abrió una revisión y auditoría continua de todos los contratos mineros gubernamentales, departamentos ministeriales y otras agencias gubernamentales en el gobierno anterior inmediato de Ernest Bai Koroma. En sus primeros dos meses en el cargo, Bio despidió a todos los embajadores y representantes permanentes de Sierra Leona en el extranjero en el gobierno inmediatamente anterior de Ernest Bai Koroma. En sus primeros dos meses en el cargo, Bio nombró a los ministros de su gabinete, incluido el nombramiento de un líder de la oposición, Charles Margai, quien se desempeñó brevemente como Fiscal General y Ministro de Justicia del país.
La administración de Bio, encabezada por su primer ministro David J. Francis, emitió un informe de investigación acusando al expresidente Ernest Bai Koroma y a su gobierno anterior de corrupción financiera generalizada. Las acusaciones contra Koroma incluyen el robo de millones de dólares de los ingresos del gobierno, la venta de propiedades estatales, la venta de cantidades significativas de una empresa minera estatal, el robo de fondos destinados a las víctimas del ébola y el deslizamiento de tierra del país; y robar fondos destinados a ayudar a algunos musulmanes pobres de Sierra Leona a realizar el Hajj. Por orden de Bio, el Ministerio de Justicia de Sierra Leona ha establecido una comisión de jueces, encabezada por un juez internacional, para investigar las acusaciones contra el gobierno anterior.
En febrero de 2019, el presidente Bio declaró el estado de emergencia en Sierra Leona debido a la violencia sexual endémica. Aumentó las penas por violación y otras violaciones sexuales. El estado de emergencia fue rescindido ese junio. El presidente Bio asistió a la Cumbre Mundial de Educación en julio de 2021 y dijo en Twitter que tuvo "una reunión entusiasta y productiva con el primer ministro Boris Johnson". Agregó que "tuvo una discusión tranquilizadora y con visión de futuro sobre el fortalecimiento de nuestra relación y una mejor reconstrucción después de la COVID". Bio fue uno de los pocos jefes de Estado invitados "debido a sus esfuerzos para aumentar el acceso a la educación a través del Programa de Educación Gratuita de Calidad y romper las barreras de género para aumentar la inscripción de niñas en las escuelas en los últimos tres años". En marzo de 2022 , el presidente Bio visitó Vietnam.